# Bailey Island
Pour les articles homonymes, voir Bailey.
Bailey Island est une île de la baie de Casco, et une partie de la ville de Harpswell, dans le comté de Cumberland (Maine). Lors du recensement de 2000, l'île comptait 400 habitants permanents. Elle porte le nom du révérend Timothy Bailey, dernier propriétaire de l'île. 

## Le pont de Bailey
Le pont de Bailey, qui relie l'île Bailey à Orr's Island a été achevé en 1928 qui jusqu'alors n’était accessible que par bateau. . C’est le seul pont en berceau au monde, composé de longues dalles de granit local plutôt que du ciment, de sable et de gravier. Chaque pièce a été posée de manière entrecroisée pour permettre à la marée de passer sans éroder ou endommager la structure. La conception unique du pont permet aux marées importantes de cette zone de s'écouler librement à travers elle, réduisant considérablement l'effet que le flux aurait autrement sur les bateaux traversant son étroit chenal. 
|  |
|  |

|  |
|  |

|  |
|  |

|  |
|  |

## Anecdote
Le 27 juillet 2020, Bailey Island a été le site de la seule attaque mortelle de requins du Maine dans l’histoire. Une femme de 63 ans de New York a été mortellement attaquée par un grand requin blanc alors qu’elle nageait avec sa fille de 27 ans. Elles n'étaient qu'à 20 mètres de la côte de l'île.

## Source
- (en) Cet article est partiellement ou en totalité issu de l’article de Wikipédia en anglais intitulé « Bailey Island (Maine) » (voir la liste des auteurs).